# Устријелите Кастора
„Устријелите Кастора” је југословенски ТВ филм из 1982. године. Режирао га је Даниел Марушић а сценарио су написали Виктор Цар Емин, Даниел Марушић и Анте Тресић Павичић.

## Улоге
| Глумац          | Улога |
| --------------- | ----- |
| Миљенка Андроић |       |
| Карло Булић     |       |
| Златко Црнковић |       |
| Вања Драх       |       |
| Нева Росић      |       |
| Златко Витез    |       |